# Jan Zvoníček
Jan Zvoníček (21. listopadu 1865, Týniště nad Orlicí – 26. ledna 1926, Praha) byl český vynálezce a vysokoškolský profesor na technice v Praze a v Brně.

## Život
Národil se v Týništi nad Orlicí, v rodině tkalce Jana Zvoníčka a manželky Anny, rozené Junkové. Vystudoval reálku v Hradci Králové a vysokou školu technickou v Praze.
Po vystudování pracoval v Českomoravské strojírně. V roce 1902 byl jmenován mimořádným profesorem české techniky v Brně a v roce 1904 řádným profesorem. Roku 1912 přešel českou techniku v Praze.
Dne 26. února 1907 se v Praze u sv. Štěpána oženil, manželka Jarmila, rozená Kalvachová (1889–??) z Rychnova nad Kněžnou, dcera Jana (1909–??) a syn Jan (1913–??).
Jeho bratr Josef Zvoníček byl též profesorem brněnské techniky a jejím rektorem.

## Akademické funkce
V letech 1906–1907 byl děkanem odboru strojního a elektrotechnického inženýrství brněnské techniky a v letech 1909–1910 rektorem celé školy. V Praze byl dvakrát rektorem a třikrát děkanem.

## Konstruktérské a vynálezecké dílo
V roce 1896 sestrojil ventilový rozvod na přehřátou páru. Parní stroje s tímto rozvodem, stejně jako později Zvoníčkovy turbíny vyráběla firma Českomoravská strojírenská. V roce 1908 obdržel patent na rekonstrukci radiální parní turbíny. Konstruloval i první elektrické jeřáby a zabýval se také rychloběžnými čerpadly.